# David Thomain
David Thomain, född 12 augusti 1988, är en fransk travkusk och montéryttare. Han har vunnit bland annat Prix de Cornulier med hästarna One du Rib och Singalo, och Critérium des 4 ans med Italiano Vero. Till februari 2023 har Thomain kört och ridit nästan 15 000 lopp, och vunnit nästan 2 000 av dom.

## Karriär
David Thomain växte upp i en travintresserad familj. Han visade tidigt sina kunskaper i sadeln och sulkyn, och som 22-åring vann hann sitt första Grupp 1-lopp, Prix de Cornulier på Vincennesbanan utanför Paris. 
2013 vann han sitt andra Grupp 1-lopp då han vann Prix de Cornulier med hästen Singalo. Tillsammans med Italiano Vero vann han Critérium des 4 ans 2022, samt ett flertal andra Grupp 1-lopp i både monté och sulky.